# Pio Turroni
Pio Turroni (Cesena, 30 maggio 1906 – 7 aprile 1982) è stato un anarchico italiano.

## Tra i due conflitti mondiali
Operaio, a 16 anni è già schedato come "sovversivo". Per tale motivo si trasferisce in Belgio nel 1923, da cui va in Francia nel 1925; in entrambe le situazioni è un attivista antifascista nel "fuoriuscitismo" italiano, sempre in Francia partecipa attivamente alle manifestazioni contro le esecuzioni di Sacco e Vanzetti. Negli anni 1933/1935 la sua principale attività è di editare materiale di propaganda ed agitazione per il Gruppo Edizioni libertarie con sede a Brest. Nel materiale edito compaiono le Riflessioni sulla guerra, articolo di Simone Weil, e L'Operaiolatria, opera di Camillo Berneri. Subito dopo il golpe fascista di Francisco Franco diviene miliziano della Sezione italiana della Colonna Ascaso, meglio nota come Colonna Rosselli. È ferito durante i durissimi scontri di Belchite nel marzo 1937. Assieme ad altri compagni fra cui Attilio Bulzamini progetta un attentato a Mussolini che non vede la luce per mancanza organizzativa; tale progetto Turroni lo riprenderà nel 1938 ma neppure stavolta avrà esito positivo. Tornato in Francia è espulso per attività anarchica ma vi torna e viene mandato prima nel campo di concentramento di Villemagne, poi di Remoulins nel 1939. Evade dal campo di concentramento di Remoulins ma viene ripreso a Marsiglia e mandato al campo di concentramento di Brebant, nuova evasione di Pio Turroni nel gennaio 1941. Si reca in Messico tramite un passaporto falso e/o "riciclato", ivi riprende l'attività politica tornando a Napoli negli ultimi mesi del 1943 e con Giovanna Caleffi, già moglie di Camillo Berneri, Cesare Zaccaria e Armido Abbate, fonda l'Alleanza dei Gruppi Libertari e Rivoluzione libertaria. Viene editato dal gruppo di anarchici il giornale Volontà.

## Dopo il secondo conflitto mondiale e gli anni cinquanta
Finita la seconda guerra mondiale, nel 1950 diviene redattore de L'Aurora di Forlì e fonda con Gigi Damiani L'Antistato: proprio per quest'ultimo ottiene il beneficio della condizionale dopo esser stato condannato. Successivi processi lo vedono fra i protagonisti con denunce per "propaganda antielettorale" nel 1959 a Bologna mentre per lo stesso reato è processato a Genova pure Aurelio Chessa.

## Il congresso di Carrara ed i contrasti interni
Pio Turroni, già delegato al congresso postbellico di Carrara della FAI del 1945, dopo il Congresso di Carrara del 1965, in contrasto con il nuovo sistema organizzativo con cui si strutturò la FAI, Aurelio Chessa ed altri compagni fonda i GIA, Gruppi di iniziativa anarchica.

## Pio Turroni e Nestor Machno
Pio Turroni conobbe e frequentò Nestor Machno 
negli ultimi anni di vita di quest'ultimo e per la presentazione della prima edizione italiana del libro Nestor Makhno: La rivoluzione russa in Ucraina Marzo 1917 - Aprile 1918, pubblicato nell'agosto 1971 rilasciò una intervista a Luciano Ferraresi. In tale intervista Pio Turroni riporta giudizi per niente lusinghieri espressi da Machno nei confronti di Trockij come d'altro canto è facilmente deducibile visto gli scontri militari fra Armata Rossa e Bande anarchiche di Machno dopo che insieme, anche se in occasioni diverse, avevano combattuto i controrivoluzionari di Denikin, Wrangel e Simon Petljura.